# Jacques de Rohan
Jacques de Rohan (né vers 1478 et mort le 23 octobre 1527) est le 16e vicomte de Rohan, fils de Jean II de Rohan.

## Biographie
Il épouse Françoise de Daillon du Lude puis Françoise de Rohan Guémené mais n'aura pas d'enfant. Sa sœur Anne de Rohan lui succède comme vicomtesse de Rohan à sa mort à Corlay le 23 octobre 1527.
C'est lui qui fit construire en 1518 le pont de Rohan à Landerneau, ainsi que la maison de la sénéchaussée qui se trouvait au milieu de ce pont. Le Chevalier de Fréminville écrit en 1844 que cette dernière, construite au milieu du pont, venait alors d'être démolie ; « au-dessus de la porte de cet édifice gothique on voyait une inscription (...) [en] gothiques carrés : L' an 1518, puissant Jacques, vicomte de Rohan, comte de Porhoët , seigneur de Léon , de la Garnache, de Beauvoir sur mer et de Blain , fist faire ces ponts et maison au-dessus de la rivière. (...).

## Armoiries
| Blason | Blasonnement : De gueules à neuf macles d'or, posées 3, 3, 3. |